# تپه بادمچین
تپه بادمچین مربوط به دوران‌های تاریخی پس از اسلام است و در شهرستان قزوین، بخش مرکزی، روستای بادمجین واقع شده و این اثر در تاریخ ۲۵ اسفند ۱۳۸۰ با شمارهٔ ثبت ۵۵۸۰ به‌عنوان یکی از آثار ملی ایران به ثبت رسیده است.